# Edificio Century Association
El Edificio Century Association  es un edificio histórico ubicado en Nueva York, Nueva York. El Edificio Century Association se encuentra inscrito como un Hito Histórico Neoyorquino en la Comisión para la Preservación de Monumentos Históricos de Nueva York al igual que en el Registro Nacional de Lugares Históricos desde el 15 de julio de 1982.  McKim, Mead & White fue el arquitecto del Edificio Century Association.

## Ubicación
El Edificio Century Association se encuentra dentro del condado de Nueva York en las coordenadas 40°45′16″N 73°58′52″O / 40.754444, -73.981111.